# Радиолокация
Радиолока́ция — область науки и техники, объединяющая методы и средства локации (обнаружения и измерения координат) и определения свойств различных объектов с помощью радиоволн. Близким и отчасти перекрывающимся термином является радионавигация, однако в радионавигации более активную роль играет объект, координаты которого измеряются, чаще всего это определение собственных координат. Основное техническое приспособление радиолокации — радиолокационная станция (РЛС, англ. radar).
Различают активную, полуактивную, активную с пассивным ответом и пассивную радиолокацию. Радиолокаторы различаются по используемому диапазону радиоволн, по виду зондирующего сигнала, числу применяемых каналов, числу и виду измеряемых координат, месту установки РЛС.

## Классификация
Выделяют два вида радиолокации:
- Пассивная радиолокация основана на приёме собственного излучения объекта;
- При активной радиолокации радар излучает свой собственный зондирующий сигнал и принимает его отражённым от цели. В зависимости от параметров принятого сигнала определяются характеристики цели.

Активная радиолокация бывает двух видов:
- С активным ответом — на объекте предполагается наличие радиопередатчика (ответчика), который излучает радиоволны в ответ на принятый сигнал. Активный ответ применяется для опознавания объектов (свой-чужой), дистанционного управления, а также для получения от них дополнительной информации (например, количество топлива, тип объекта и т. д.);
- С пассивным ответом — запросный сигнал отражается от объекта и воспринимается в пункте приёма как ответный.

Для просмотра окружающего пространства РЛС использует различные способы обзора за счёт перемещения направленного луча антенны РЛС:
- круговой;
- секторный;
- обзор по винтовой линии;
- конический;
- по спирали;
- «V» обзор;
- линейный (самолёты ДРЛО типа Ан-71 и А-50 (Россия) или американские с системой Авакс).

В соответствии с видом излучения РЛС делятся на:
- РЛС непрерывного излучения;
- Импульсные РЛС

Радиотеплолокация использует собственное излучение объектов, вызываемое тепловым движением электронов.

## Принцип действия
Радиолокация основана на следующих физических явлениях:
- Радиоволны рассеиваются на встретившихся на пути их распространения электрических неоднородностях (объектами с другими электрическими свойствами, отличными от свойств среды распространения). При этом отражённая волна, также, как и собственно, излучение цели, позволяет обнаружить цель.
- На больших расстояниях от источника излучения можно считать, что радиоволны распространяются прямолинейно и с постоянной скоростью, благодаря чему имеется возможность измерять дальность и угловые координаты цели (Отклонения от этих правил, справедливых только в первом приближении, изучает специальная отрасль радиотехники — Распространение радиоволн. В радиолокации эти отклонения приводят к ошибкам измерения).
- Частота принятого сигнала отличается от частоты излучаемых колебаний при взаимном перемещении точек приёма и излучения (эффект Доплера), что позволяет измерять радиальные скорости движения цели относительно РЛС.
- Пассивная радиолокация использует излучение электромагнитных волн наблюдаемыми объектами, это может быть тепловое излучение, свойственное всем объектам, активное излучение, создаваемое техническими средствами объекта, или побочное излучение, создаваемое любыми объектами с работающими электрическими устройствами.

## Основные методы радиолокации

### РЛС непрерывного излучения
Используются в основном для определения радиальной скорости движущегося объекта (использует эффект Доплера). Достоинством РЛС такого типа является дешевизна и простота использования, однако в таких РЛС сильно затруднено измерение расстояния до объекта. Наибольшее распространение получил фазовый метод измерения дальности.
Пример: простейший радар для определения скорости автомобиля.

### Импульсный метод радиолокации
При импульсном методе радиолокации передатчики генерируют колебания в виде кратковременных импульсов, за которыми следуют сравнительно длительные паузы. Причём длительность паузы выбирается исходя из дальности действия РЛС Dmax.
{\displaystyle T>{2D_{max} \over c}}
Сущность метода состоит в следующем:
Передающее устройство РЛС излучает энергию не непрерывно, а кратковременно, строго периодически повторяющимися импульсами, в паузах между которыми происходит приём отражённых импульсов приёмным устройством той же РЛС.
Таким образом, импульсная работа РЛС даёт возможность разделить во времени мощный зондирующий импульс, излучаемый передатчиком и значительно менее мощный эхо-сигнал.
Измерение дальности до цели сводится к измерению отрезка времени между моментом излучения импульса и моментом приёма, то есть временем движения импульса до цели и обратно.

## Дальность действия РЛС
Максимальная дальность действия РЛС зависит от ряда параметров и характеристик как антенной системы станции, мощности излучаемого сигнала, и чувствительности приёмника системы.
В общем случае без учёта потерь мощности в атмосфере, помех и шумов дальность действия системы можно определить следующим образом:
{\displaystyle D_{max}={\sqrt[{4}]{\frac {P_{n}D_{a}S_{a}\sigma }{\left(4\pi \right)^{2}P_{n.min}}}}},
где:
{\displaystyle \;P_{n}} — мощность генератора;
{\displaystyle \;D_{a}} — коэффициент направленного действия антенны;
{\displaystyle \;S_{a}} — эффективная площадь антенны;
{\displaystyle \;\sigma } — эффективная площадь рассеяния цели;
{\displaystyle \;P_{n.min}} — минимальная чувствительность приёмника.
При наличии шумов и помех дальность действия РЛС уменьшается.

### Влияние помех

#### Работа нескольких РЛС в одном частотном диапазоне
На загруженных участках, где одновременно используются многочисленные РЛС (например, морские порты) вероятны совпадения частотных диапазонов. Это приводит к приему РЛС сигнала другой РЛС. В результате на экране появляются дополнительные точки, бросающиеся в глаза из-за своей геометрической правильности. Эффект может быть убран переходом на другую рабочую частоту.

#### Мнимое изображение
При отражении радиосигнала от массивного объекта возможно дальнейшее распространение к меньшим объектам с последующим отражением и попаданием в РЛС. Таким образом, путь, который прошел сигнал становится больше и на экране появляется мнимое изображение объекта, который на самом деле находится в другом месте. Такой эффект должен приниматься во внимание при нахождении вблизи крупных отражающих объектов, таких как мосты, гидротехнические сооружения и крупные суда.

#### Многократное отражение
При размещении РЛС на большом судне возможен эффект многократного отражения сигнала. Сигнал РЛС отражается от близкого объекта, частично попадает обратно в РЛС, а частично отражается от корпуса суда. Таких отражений может быть много, амплитуда при каждом отражении уменьшается и сигнал будет восприниматься до тех пор, пока не будет достигнута пороговая чувствительность приемника. На экране радара будут видны несколько уменьшающихся с каждым разом объектов. Расстояние между ними пропорционально расстоянию от РЛС до объекта.

### Влияние шумов
Посторонний радио шум влияет на радиолокацию.

### Влияние атмосферы
Атмосферные потери особенно велики в сантиметровом и миллиметровом диапазонах и вызываются дождем, снегом и туманом, а в миллиметровом диапазоне также кислородом и парами воды.
Наличие атмосферы приводит к искривлению траектории распространения радиоволн (явление рефракции). Характер рефракции зависит от изменения коэффициента преломления атмосферы при изменении высоты. Из-за этого траектория распространения радиоволн искривляется в сторону поверхности земли.

## История
Эффект отражения радиоволн от твердых тел впервые обнаружил немецкий физик Генрих Герц в 1886 году. Использовать эффект на практике мешало рассеивание радиоволн: на объект локации их попадало меньше одной миллиардной части. Лишь в 1930-х годах, в связи с развитием авиации, ведущие страны мира начали исследовать возможность применения радиолокации для целей противовоздушной обороны. Идея радиолокации была известна задолго до Второй Мировой войны и трудно назвать того, кто первым высказал её. По данным германских историков, первым, кто (в 1902 году) создал и успешно испытал на судах, ходивших по Рейну, практически действующий образец того, что теперь называют «радиолокационная станция» (изобретатель называл её «телемобилоскоп»), был живший и работавший в Кёльне германский инженер Кристиан Хюльсмейер (встречается также написание и произношение Хюльсмайер). В 1904 году он получил патент на «Способ сигнализации об отдалённых объектах при помощи электрических волн». Но в разных странах традиционно чтут разных изобретателей радиолокации. Вообще же — её идея долго (с момента обнаружения эффекта) не находила воплощения в практической деятельности. Первое практическое применение радиолокации было реализовано в 1932 году в СССР в установке «Рапид». Первые в мире РЛС, принятые на вооружение и выпускавшиеся серийно, были в СССР с 1939 года.

### Великобритания
Радары Великобритании Второй Мировой Войны англ. AI Mk. IV radar, англ. H2S, англ. "Monica".
Советник премьер-министра Черчилля по науке, профессор Ф. А. Линдеманн (виконт лорд Черуэлл), отозвался о разработке радиолокационного бомбардировочного прицела H2S коротко: «Это дешевка». Между тем H2S дал британским бомбардировочным силам не только прицел для бомбометания при ограниченной видимости, но и навигационное средство. Установка радиолокационных взрывателей в снаряды снизила на порядок расход количества снарядов, необходимых для того, чтобы сбить один самолёт-снаряд «Фау-1» и интенсивность таких налетов значительно снизилась. К началу Второй Мировой Войны в Великобритании была развернута система радиолокационных станций Chain Home. История создания радиолокационных станций показана в британском документальном фильме The Secret War: «To See A Hundred Miles».
См. также Радары Второй Мировой Войны

### Германия
Для защиты городов от налетов бомбардировщиков немцы использовали зенитные батареи, управляемые станциями орудийной наводки (СОН) типа «Вюрцбург». Разведка союзников установила, что несущая частота этих станций равна 560 мегагерцам. Летом 1943 года бомбардировщики 8-й американской воздушной армии были оснащены передатчиками типа «Карпет». Передатчики излучали помеху — спектр частот при средней частоте 560 мегагерц. В октябре 1943 года подвели первый итог: самолетов с «Карпетом» было сбито в два раза меньше, чем без него.

Из трех новых важнейших видов оружия второй мировой войны — реактивных снарядов, радарных установок и атомных бомб — большое влияние на ход войны оказала только радарная техника.
— Генерал-лейтенант в отставке, инженер Эрих Шнейдер. «Итоги Второй мировой войны» СПб.: Полигон; М.: АСТ, 1998
Во время Второй Мировой Войны в Германии была развернута система радиолокационных станций «Линия Каммхубера».

### СССР
В Советском Союзе осознание необходимости средств обнаружения авиации, свободных от недостатков звукового и оптического наблюдения, привела к разворачиванию исследований в области радиолокации. Идея, предложенная молодым артиллеристом П. К. Ощепковым, получила одобрение высшего командования: наркома обороны СССР К. Е. Ворошилова и его заместителя — М. Н. Тухачевского.
В 1932 году на базе Ленинградского физико-технического института был создан Ленинградский электрофизический институт (ЛЭФИ) под руководством А. А. Чернышёва, в котором проводились исследовательские и опытно-конструкторские работы по радиолокации. В 1935 году ЛЭФИ был расформирован, а на его базе организован «закрытый» институт НИИ-9 с оборонной тематикой, включавшей и радиолокацию. Научным руководителей его стал М. А. Бонч-Бруевич. Работы по радиолокации были начаты и в УФТИ в Харькове. К началу войны усилиями учёных и инженеров ЛЭФИ, НИИ-9 и других организаций были созданы опытные наземные радиолокационные станции.
3 января 1934 года в СССР был успешно проведён эксперимент по обнаружению самолёта радиолокационным методом. Самолёт, летящий на высоте 150 метров, был обнаружен на дальности 600 метров от радарной установки. Эксперимент был организован представителями Ленинградского института электротехники и Центральной радиолаборатории. В 1934 году маршал Тухачевский в письме правительству СССР написал: «Опыты по обнаружению самолётов с помощью электромагнитного луча подтвердили правильность положенного в основу принципа». Первая опытная установка «Рапид» была опробована в том же году. Передатчик был установлен на крыше дома № 14 по Красноказарменной улице, Москва, приёмник — в районе посёлка Новогиреево; присутствовали М. Н. Тухачевский, Н. Н. Нагорный, М. В. Шулейкин. Аппаратуру демонстрировал П. К. Ощепков. В 1936 году советская сантиметровая радиолокационная станция «Буря» засекала самолёт с расстояния 10 километров. Первые РЛС в СССР, принятые на вооружение РККА и выпускавшиеся серийно, были: РУС-1 — с 1939 года и РУС-2 — с 1940 года.
4 июля 1943 года в соответствии с Постановлением ГКО от № 3686сс «О радиолокации» был сформирован Совет по радиолокации при ГКО. Его инициаторами стали военный инженер М. М. Лобанов и учёный А. И. Берг.

### США
В США одним из пионеров радиолокации был Джон Марчетти.
См. также Пионеры радиолокации.
История радиоастрономии

## Связь с другими отраслями науки
Основным фактором, ограничивающим технические характеристики локаторов, является малая мощность принимаемого сигнала. При этом мощность принимаемого сигнала убывает как четвёртая степень дальности (то есть, чтобы увеличить дальность действия локатора в 10 раз нужно увеличить мощность передатчика в 10000 раз). Естественно, на этом пути быстро пришли к пределам, преодолеть которые было далеко не просто. Уже в самом начале развития был осознан тот факт, что имеет значение не сама мощность принимаемого сигнала, а его заметность на фоне шумов приёмника. Снижение шумов приёмника также было ограничено естественными шумами элементов приёмника, например тепловыми. Данный тупик был преодолён на пути усложнения методов обработки принятого сигнала и связанного с этим усложнения формы применяемых сигналов. Развитие радиолокации как научной отрасли знаний шло одновременно с развитием кибернетики и теории информации, и потребовались бы специальные исследования, чтобы решить, где именно были получены первые результаты. Следует отметить появление понятия сигнала, который позволил отвлечься от конкретных физических процессов в приёмнике, таких как напряжение и ток, и позволил решать стоящие проблемы как математическую задачу о поиске наилучших функциональных преобразованиях функций времени.
Одной из первых работ в этой области была работа В. А. Котельникова об оптимальном приёме сигнала, то есть наилучшем в условии шумов методе обработки сигнала. В результате было доказано, что качество приёма зависит не от мощности сигнала, а от его энергии, то есть произведения мощности на время, таким образом, появилась доказанная возможность увеличения дальности действия за счёт увеличения длительности сигналов, в пределе до непрерывного излучения. Значительным шагом вперед стало отчётливое применение в технике методов статистической теории решений (критерий Неймана-Пирсона) и принятие того факта, что исправное устройство может работать с определённой долей вероятности. Для того, чтобы радиолокационный сигнал при большой длительности позволял измерять дальность и скорость с высокой точностью, потребовались сложные сигналы, в отличие от простых радиолокационных импульсов, изменяющие какие-либо характеристики в процессе генерации. Так. сигналы с линейной частотной модуляцией изменяют частоту колебаний в течение одного импульса, сигналы с фазовой манипуляцией скачкообразно изменяют фазу сигнала, обычно на 180 градусов. При создании сложных сигналов было сформулировано понятие функции неопределённости сигнала, показывающей связь точности измерений дальности и скорости. Необходимость повышения точности измерения параметров стимулировало развитие различных методов фильтрации результатов измерений, например, методов оптимальной нелинейной фильтрации, которые явились обобщением фильтра Кальмана на нелинейные задачи. В итоге всех этих разработок теоретическая радиолокация оформилась как самостоятельная сильно математизированная отрасль знаний, в которой значительную роль имеют формализованные методы синтеза, то есть проектирование ведётся в известной мере «на кончике пера».

## Основные факторы
Основными моментами в противостоянии с авиацией были:
- Применение для скрытия самолётов и вертолётов пассивных маскирующих помех в виде распыляемых в воздухе кусочков фольги, отражающей радиоволны. Ответом на это было внедрение в радиолокаторах систем селекции движущихся целей, которая на основе доплеровского эффекта отличает движущиеся самолёты от сравнительно неподвижной фольги.
- Развитие технологий построения самолётов и кораблей, уменьшающих мощность отражённого назад к радиолокатору сигналов, получивших название Стелс. Для этого служат и специальные поглощающие покрытия, и специальная форма, отражающая падающую радиоволну не назад, а в другом направлении.

## Оценки
Восхищённый успехами советской науки и техники в области радиолокации, глава советского правительства Н. С. Хрущёв сказал, что:

«Отныне мы — советские люди — способны в космосе попадать в комара.»